# Listă de Gau-uri medievale

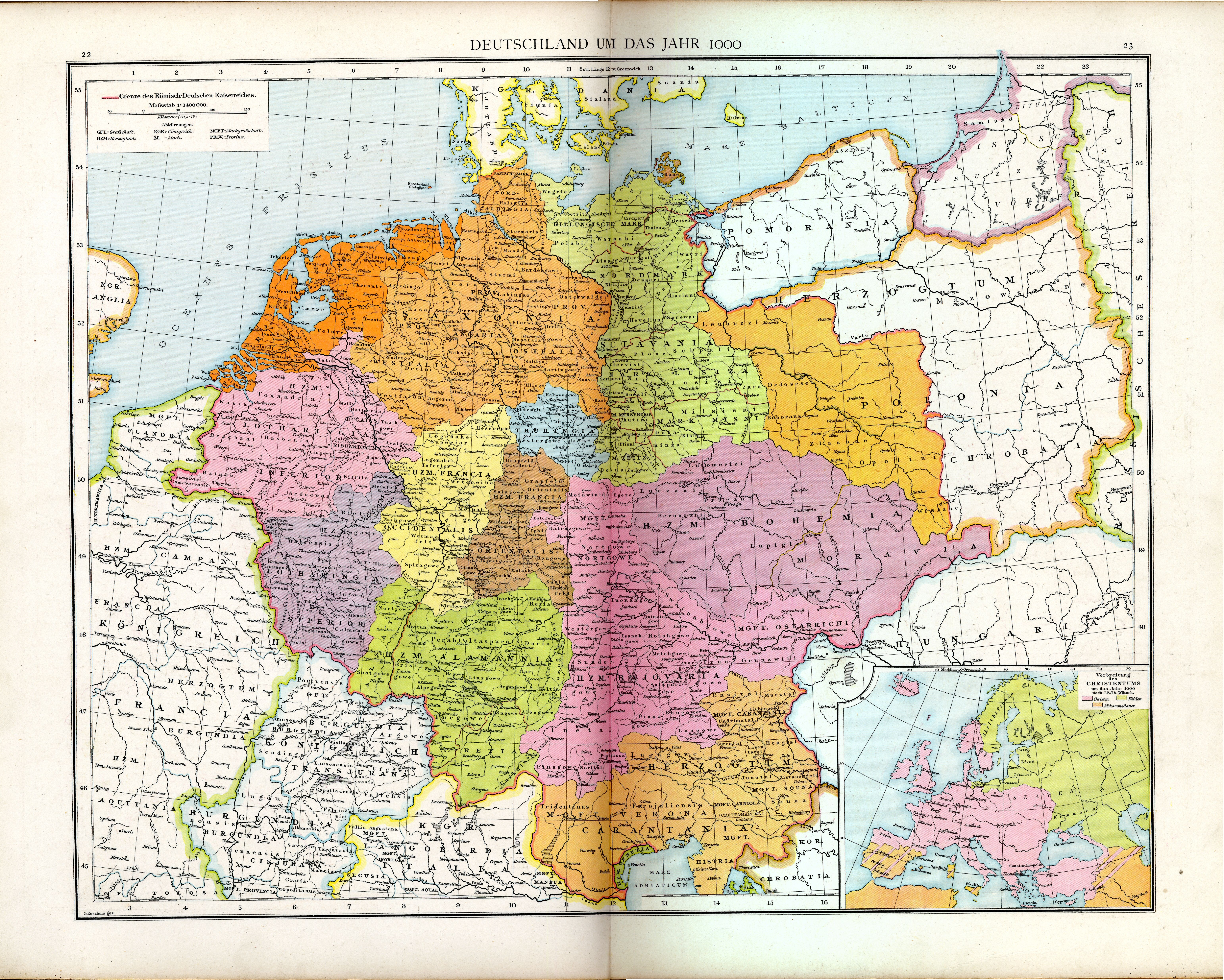
Sfântul Imperiu Roman în anul 1000

Gau (pl. Gaue) este un substantiv comun german, cu traducerea „ținut”, „regiune”. A fost și numele unei unități administrativ-teritoriale medievale.

## A
- Aachengau - o expresie din sec. al XI-lea pentru teritoriul (landul) din jurul orașului Aachen
- Aargau - atestat în anul 763; nu e Regiunes identic cu terrmenul din  Elveția Canton Aargau
- Ahrgau - Regiunea Ahr în  nordul landului Renania-Palatinat
- Affagau - Regiunea Zwiefalten, Riedlingen, Hayingen
- Agradingau - Regiune în  nordul landului Emsland și o parte din Olanda (Westerwolde), între Aschendorf și Meppen
- Albgau, de asemenea Alpgau - în   Südbaden între Wutach, Schwarzwald, Rinul Superior și Baar, numit după pârâul  Alb
- Albuinsbar în   Südwürttemberg la Ehingen (Donau)
- Albegau[1] pe Meurthe (afluent al lui Mosel)
- Allgäu -  Bavaria de sud și Baden-Württemberg de est, azi:
  - Oberallgäu (die Allgäuer Alpen și deren unmittelbares Vorland).
  - Unterallgäu (cu regiunea deluroasă din nord).
  - Ostallgäu (în Oberbayern).
  - Westallgäu (mit  o parte din zona Lindau și Ravensburg, Altdistrict Wangen).
- Altgau, la Bad Tennstedt și Großfurra
- Alzettegau[1] pe Alzette în   Luxemburg
- Ambergau  - Landschaft nord-vest de  des Harzes în    zona Nette zona Bockenem
- Ammergau - în   Oberbayern
- Ammergau (Niedersachsen) - azi Ammerland
- Angerngau - nord-vest de  Ittergau
- Anglachgau - die Rinebene (malul drept al Rinului) între Rastatt și Mannheim
- Antisengau
- Apphagau - în   Schwaben
- Ardennengau - în   Länderdreieck Germania, Belgia, Luxemburg
- Arfeld
- Argengau - Regiunea Argen la nord-est de malul lui Bodensee
- Aringo
- Aschfeld
- Astfala (de asemenea Astfalia, Hastfala, Ostfalengau) - la nord de Hildesheim, la vest de Braunschweig în   Westfalia de est în  Niedersachsen
- Attergau - în   Oberösterreich
- Auelgau - la sud de Bonn, Siebengebirge
- Augangau
- Augau - în   Niedersachsen, pe Weser la Höxter, la vest de  Nethegau
- Augstgau (Bavaria) - zona Augsburg și la Lech
- Augstgau -Razona la sud de Rin mai sus de Basel, și Augst
- Avalgau

## B
- Bachgau
- Badanachgau
- Balsamgau (Gau Balcsem, în   Sachsen-Anhalt)
- Baringau ( între Tullifeld și Grabfeld Ronul mijlociu la vest de Meiningen)
- Balvengau -  nu se poate localiza regional
- Betuwe (in Gelderland, Olanda)
- Bardengau (Regiune zona Lüneburg)
- Bargengau (zona Biel și Bern în  Elveția)
- Bertoldsbaar sau Berchtoldsbaar (zona 740; de la Nagold până la Schwenningen)
- Bitgau[1] (Südeifel zona Bitburg, nachVicus Beda, azi Bitburg)
- Binagau, de asemenea Bunnahagau (pe Vils și Isar)
- Bliesgau[1] pe Blies (afluent al lui Saar)
- Bonngau (zona Bonn)
- Borgelngau -  nu se poate localiza regional
- Gau Bracbanti în   Westfalia
- Breisgau (Baden de sud)
- Brettachgau (zona Heilbronn, Baden-Württemberg)
- Brukterergau
- Buchonia (in zona între Rhön, Spessart și Vogelsberg)
- Buchsgau (Elveția, de nord între Jura și Aare)
- Gau Budissin (Bautzen)
- Bukkigau în  districtul Schaumburg, Niedersachsen (Bukki germ.veche pentru Buche (fag))
- Bunnahagau vezi Binagau
- Bulderngau - nu se poate localiza regional
- Burichingagau (pe limba șvabă Alb, zona sudică Reutlingen, la nord de Sigmaringen)
- Bursibant (zona Rine în   Münsterland)

## C
- Chiemgau (Oberbayaern)
- Gau Chutizi (zona Leipzig)
- Gau Ciervisti (se poate considera Gau Zizizi, la confluența dintre Elba și Saale azi Zerbst)
- Gau Circipani, zona lacului Teterower în   Mecklenburg-Vorpommern
- Gau Coledizi (Sachsen-Anhalt) între Halle și Köthen

## D
- Gau Daleminzi (la Meissen)
- Derlingau (sau Darlingau, la est de la Braunschweig)
- Dersagau (sau: Dersigau) între Vechta și Damme (Dümmer)
- Gau Desseri (sau Dasseri), pe Dosse
- Deutzgau (malul drept al Rinului zona Köln, pe malul stâng se afla Kölngau)
- Dobnagau în   Vogtland
- Donaugau (regiunea sau zona Straubing și Deggendorf în   Bavaria)
- Drachgau (la Schwäbisch Gmünd)
- Dreingau (in Münsterland, triunghiul dintre între Greven, Lippstadt și Lünen)
- Dreinigau în   Sachsen
- Drentgau în   Westfalia
- Gau Ducharin (de asemenea Thucharin sau Tucherini), zona Teuchern în   Sachsen-Anhalt
- Düffelgau (im zona Kleve, din depresiunea Willibrord, urcă spre  Betuwe sau Hattuariergau)
- Duisburggau
- Durgouwes vezi Mürztalgau
- Duriagau în   Schwaben

## E
- Eichelgau[1] pe Eichel (rechter ZurâuSaar)
- Eichsfeld cu Untergau Onsfelt
- Eifelgau (Eifelul de nord-vest)
- Einrichgau la Katzenelnbogen
- Elsenzgau (RegiuneElsenz în   Nordbaden)
- Elsgau (Ajoie, în   Nordul Cantonului Jura)
- Emsgau (pe  gura de vărsare a lui Ems)
- Engersgau (malul drept al Rinului Mijlociu și în    Westerwald)
- Enggau
- Gau Engilin în   Turingia centrală la vest de Unstrut
- Ennstalgau (steirische Ennstal cu Văile laterale și Ausseerland)
- Enzgau în   Württemberg de nord pe Enz
- Erchgau în   Südwürttemberg, pe Dunăre la Munderkingen
- Erdagau în    terrmenul din  Lahn-Dill-district/Hessen
- Eriggau
- Ertgau, de asemenea Eritgau

## F
- Flachgau ( o parte din  Landul Salzburg),  nu era Gau medieval s-a format mai târziu.
- Gau Flenithi sau Flenithigo bzw. Flenthigau - în  Regiunea Gandersheim/Winzenburg
- Filsgau în   Schwaben pe Fils
- Flutwidde (de asemenea Flutwide, Flotwito sau Flotwede) în   tringhiul Celle, Burgdorf și Peine în    termenul din  Niedersachsen.
- Folkfeld în   Franken
- Folkoltsbar în   Südwürttemberg, pe Dunăre la Obermarchtal
- Frickgau între Rin și Aare zona Frick
- Friesach (im N Kärntens, de asemenea Regiunea sau zona Murau, St. Lambrecht și Neumarkt/Graslupp/Graslab în   terrmenul din  Steiermark)
- Friesenfeld
- Frithenigau

## G
- Gandesemigau
- Gartachgau în   Württemberg de Nord pe Gartach /Leinbach
- Gäu (Baden-Württemberg)
- Gäu (in Canton Solothurn)
- Genfer Gau (Elveția)
- Gerbercensis[1] Name nur în   lateinischer Form überliefert, nordla vest de Metz pe Orne
- Germar-Mark (de asemenea Germara-Mark) în  Hessen de est și Turingia
- Gillgau (pe Rinul Inferior la vest de Köln, numit și Kölngau)
- Glehuntare în   Schwaben
- Glemsgau în   Nordwürttemberg pe Glems
- Goe aufHamel, la nord de Hameln
- Gollachgau
- Goßfeld în   Franken
- Gotzfeldgau, probabil în   hessen sud
- Grabfeld sau Grabfeldgau (la granița dintre Bavaria și Turingia, Schweinfurt.)
- Grönegau la Osnabrück
- Gudingau sau Gud(d)ingo, zona Elze în   Saaletal până la  Leine
- Gau Gunzwiti, la vest de Traisen în   Niederösterreich

## H
- Haduloha, laLanden Hadeln și Wursten (vezi Geschichte de la Hadeln și Wursten)
- Haigergau (zona Haiger, un Untergau  Oberlahngau)
- Haistergau în   Oberschwaben
- Hamaland
- Harzgau (der Harz)
- Hasegau zona Löningen în   Münsterland
- Haspengau (in Belgien, între Lüttich și Hasselt)am linken Maasufer)
- Hassegau (între Mansfeld, Naumburg (Saale), Halle și Wettin)
- Hassgau (die Hassberge în   Unterfranken)
- Hastfalagau  (de asemenea Astfalia, Hastfala, Ostfalengau) - la nord de Hildesheim, la vest de Braunschweig în   Ostfalen în    terrmenul din  Niedersachsen
- Hattenhuntare (789, district Hechingen ohne Killertal și Alborte, cu Steinlachgemeinden până la Dußlingen)
- Hatterungau (NiederRin)
- Hattuariergau (entlangNiers, cu Gennep și Geldern)
- Hegau (Südwürttemberg)
- Heilangau ( Bremervörde, Buxtehude, Harburg, Stade etc.)
- Helmegau, la Wallhausen și Kelbra și de la Kleinwangen până la zur Saale
- Hengistgau (Weststeiermark, Zentrzona Hengistburg/Hengsberg)
- Hennegau (Hainaut, Hennegouw, în   Belgien)
- Hessengau/Hessigau
  - fränkischer Hessengau zona Fritzlar și Kassel
  - sächsischer Hessengau în   östlichen Westfalia și südlichen Niedersachsen
- Hettergau
- Hlidbeki-Gau, de la Lübbecke în   Westfalia până la zzona Dümmer
- Gau Hrecwiti în   Westfalia
- Hunsrückgau
- Huosigau în   Bavaria
- Husitingau (de asemenea Utisigau), zona Weimar
- Huygau în   ehemaligen Königreich Lothringen

## I
- Iffgau (Regiune südlich des Steigerwaldes, Franken)
- Ingeringgau (de asemenea Undrimagau, Regiune zona Knittelfeld și Judenburg, cursul superior Murtal)
- Illergau în   südöstlichen Baden-Württemberg și süd-vest în   Bavaria
- Isengau pe Isen în   Südosten OberBavarias
- Itongau[1] pe oberen Nied (linker ZurâuSaar)
- Ittergau (Nithersi) pe mittleren Eder

## J
- Jagstgau pe unteren Jagst
- Jaun (Gft) (Jauntal, Kärnten, în   SO până la Windisch-Graz/Slovenj Gradec și drauabwärts până la zzona Wölka/Velka- și Tschermenitzen/Crmenica-Graben reichend)
- Jülichgau (zona Jülich, sud-vest de  Renania de Nord)

## K
- Karosgau[1] (Eifel zona Prüm)
- Keldachgau (Düsseldorf, Mettmann,  o parte din e Solingens, die spätere Grafschaft Berg)
- Kelsgau (Regiune în   Umfeld  des Landdistrictes Kelheim)
- Kimmen (de asemenea Kinhem, Kinnin, Kemmenerland, Kennemerland), în   Friesland
- Kinziggau (das RegiuneKinzig în   Hessen)
- Klettgau (Südbaden, NordElveția)
- Knetzgau
- Kölngau (linksRinisches Regiune zona Köln, rechtsRinisch se aflaDeutzgau)
- Königssondergau (de asemenea Königssundragau sau Königssundern), des Königs besonderer Gau, zona Wiesbaden
- Kraichgau (Nordbaden)
- Kroatengau (de asemenea Gau Chrowati, das Glantal zona Sankt Veit pe Glan și das Krappfeld nö. de la St. Veit (Kärnten))
- Künziggau (de asemenea als Künzinggau, Quinzinggau, Chunzengau bezeichnet, Regiune pe Vils și Rott, südla vest de Passau) (Landgericht Landau-Osterhofen)
- Kützgau (vom Zülpichgau abgespalten, einzige Erwähnung în   Jahr 898)

## L
- Largau
- Laargau linksWeser la Hoya
- Lahngau (das RegiuneLahn în   Hessen cu Gießen, Marburg și Wetzlar, die StammlandeKonradiner)
  - Niederlahngau sau Unterlahngau (zona Limburg)
  - Oberlahngau (zona Marburg)
- Längwitzgau în   Turingia
- Leinegau (das Regiuneunteren Leine, de asemenea Loingau)
- Leobengau (Regiune zona Leoben, Steiermark)
- Lerigau (Niedersachsen, westlichmittleren Hunte până la über die obere Soeste hinaus)
- Liergau (de asemenea Liergewe, Leraga, Gau Lera sau Leragau; între Fuhse și Oker)
- Liesgau în   Südniedersachsen, westl. Harzvorland
- Gau Liezizi
- Linzgau (südliches Baden-Württemberg)
- Lobdengau (östlich de la Mannheim, la nord de Heidelberg) la Ladenburg
- Lochtropgau (im Sauerland, în   ehemaligen Amt Fredeburg, NRW)
- Loingau între unterem Leinetal șiHohen Heide în   Niedersachsen
- Lommegau (das Regiune zona Namur)
- Lommatschgau în   Belgien?
- Lungau ( o parte din  des Landes Salzburg)
- Lurngau (regiunea zona Spittal pe Drau în   Kärnten. Siehe de asemenea Matrei în Hochmittelalter)
- Lüttichgau (das Regiune zona Lüttich

## M
- Maasgau, westlichMaas zona Maastricht
- Maifeld
- Maingau (früher Monichgowe zona Aschaffenburg, Dieburg și Frankfurt la Main) spätere Bezeichnungen
  - Bachgau
  - Rodgau (Gau)
- Marstemgau (zona Hannover)
- Mattiggau în   Innviertel (Oberösterreich) zona Mattighofen
- Mayenfeldgau (Osteifel), siehe Maifeld
- Methingau[1] (frz. Matois, das Pays haut între Longwy și Briey)
- Metzgau[1] (das nähere UmlandStadt Metz)
- Milzan, de asemenea Milsini, în   Regiune terrmenul din  Oberlausitz
- Moringen
- Moselgau[1] (pe Mosel la Thionville)
- Mühlgau (între Maas și Niers)
- Mulachgau
- Munachgau
- Munderkinger Gau/Muntariche Huntare în   Südwürttemberg la Munderkingen
- Munigiseshuntare (zona Münsingen (Württemberg))
- Gau Murizzi (pe Müritz)
- Murrgau în   Nordwürttemberg pe Murr
- Mürztalgau, Durgouwes (steirisches Mürztal cu Seitentälern și Mariazeller Land)

## N
- Nabelgau în   Turingia
- Nahegau[1] pe Nahe
- Neckargau
- Gau Neletizi
- Netgau (= Nethegau)
- Nethegau zona Brakel și Bad Driburg în   Westfalia
- Netragau
- Nibelgau (südöstliches Baden-Württemberg)
- Niddagau (RegiuneNidda în   Mittelhessen zona Friedberg și Bad Homburg vorHöhe)
- Niebelgau (südöstliches Baden-Württemberg) sau în   Rinland-Pfalz?)
- Niederlahngau zona Limburg
- Niedgau[1] pe Nied (linker ZurâuSaar)
- Nielitizi
- Nisangau (Gau Nisane) (südlich de la Dresden)
- Gau Nizizi (Regiune între Elbe, Mulde și Schwarzer Elster)
- Nithersi (= Ittergau) pe mittleren Eder
- Nordgau (Bavaria nördlichDonau)
- Nordgau în   Elsaß,spätere Unterelsass
- Nordthüringgau (de asemenea NordTuringiagau)
- Norital (Inntal, Wipp- și Eisacktal)

## O
- Oberlahngau
- OberRingau (Südhessen, nu e zu verwechseln cuoberen Ringau zona Eltville)
- Ochsenfurter Gau (zona Ochsenfurt în   Unterfranken)
- Odangau (zona Villip, Werthhoven, Oedingen și Unkel, links- și rechtsRinisch, în   9. sec. belegt, danach auf Bonngau, Ahrgau și Auelgau aufge o parte din t)
- Orlagau la Saalfeld în   Turingia
- Ortenau (de asemenea Mortenau, Mittelbaden)
- Gau Osterwalde (Altmark)
- Osterburg-Gau în   Weserbergland
- Ostergau în   Turingia

## P
- Padergau, la Paderborn
- Perfgau (im GrenzRegiune de la Hessen și Renania de Nord, în   Landdistrict Marburg-Biedenkopf)
- Pfinzgau (pe Pfinz östlich de la Karlsruhe)
- Pfullichgau (ab 937; Pfullingen, Lichtenstein (Württemberg), Engstingen)
- Phirnigau
- Pinzgau ( o parte din  des Landes Salzburg)
- Gau Plisni (Pleißenland)
- Plumgau heutiger Spessart
- Gau Polabi, zona Ratzeburg
- Pongau ( o parte din  des Landes Salzburg)
- Prättigau (Val Pratens, în   Canton Graubünden)
- Gau Puonzowa zona Zeitz
- Gau Pustertal, Pustertal

## Q
- Gau Quesizi (zona die Burg Eilenburg în   Landdistrict Delitzsch în   Sachsen)
- Quinzinggau (siehe Künzinggau)

## R
- Radenzgau (Oberfranken)
- Rammachgau (nördliches Oberschwaben)
- Rangau (zona Nürnberg)
- Rebgau (in Oberösterreich)
- Ringau (zona Wiesbaden și Darmstadt)
- Riesgau (zona Nördlingen)
- Ringgau
- Ripuariergau (südwestlich Bonn cu Rinbach și Münstereifel)
- Rittigau (zona Northeim, Südniedersachsen)
- Gau Rizani
- Rizzigau[1] lat. Pagus Reciensis nachVicus Ricciacum la Dalheim 10 km la vest de Remich în   Luxemburg
- Rosselgau[1] pe Rossel (linker ZurâuSaar)
- Rottgau, de asemenea Rotagau bzw. Rottachgau (zona Passau)
- Rurgau (das RegiuneRur în   Renania de Nord în  Region Aachen)
- Ruhrgau (das heutige RuhrRegiune)
  - Achtung: Rurgau și Ruhrgau werden în  älteren Literatur häufig verwechselt.

## S
- Saalgau zona Hammelburg
- Saalegau în   Turingia
- Saargau[1] (Oberer Saargau zona Sarrebourg pe Saar)
- Saargau[1] (Unterer Saargau zona Wallerfangen pe Saar)
- Salzgau (comecia Saltga, pagus Saltgo; la Salzgitter)
- Salzgau zona Bad Neustadt în   Unterfranken
- Salzburggau  (Flachgau și Tennengau în   Österreich, Rupertiwinkel și Reichenhaller Tal în   Bavaria)
- Sanntalgau (später: Grafschaft Cilli)
- Sauergau[1] pe Sauer în   Luxemburg
- Scarponagau[1] (frz. Scarponois), nachVicus Scarpona la Dieulouard pe Mosel între Toul și Metz
- Schefflenzgau în   württemberg. Odenwald
- Scherragau (zona Ebingen, Spaichingen, Tuttlingen)
- Schozachgau în   Nordwürttemberg pe Schozach
- Schussengau în   Oberschwaben
- Schwabengau (West o parte din  de la Sachsen-Anhalt)
- Schweinachgau Regiune beiderseitsDonau la vest de Passau (Bavaria) (Landgericht Vilshofen)
- Schwerzgau în   Südwürttemberg, la Allmendingen
- Gau Scotelingo sau Scotelingen westlich și nordla vest de Hildesheim
- Seillegau[1] (frz. Saulnois), pe Seille (rechter ZurâuMosel) zona Salzburgen
- Senonagischer Gau, (Regiune în    terrmenul din  Frankreich, Herkunftsregiunea des Samo)
- Gau Serimunt (Regiune între Saale, Mulde, Elbe și Fuhne)
- Sisgau (NordwestElveția)
- Gau Siusili (de asemenea Susali) în  Leipziger Tieflandsbucht pe Mulde în   Sachsen
- Skopingau (zona Schöppingen, Münsterland, NRW)
- Speyergau (zona Speyer)
- Stevergau (zona Coesfeld, Münsterland, NRW)
- Stormarn (Gau) (Schleswig-Holstein)
- Strohgau (bei Leonberg, Westwürttemberg, BW)
- Strudengau (Niederösterreich)
- Sturmigau Landdistrict Verden; de la Hoya rechtsWeser über die Allermündung în  Ost o parte din  des Landdistrictes Verden (Q: "Heimatkalender des Landdistrict Verden 1988, S.158))
- Sualafeldgau (Bavaria)
- SüdTuringiagau (de asemenea Südthüringgau)
- Suilbergau (de asemenea „Suilberigavvi“ sau Sülberggau), westlichLeine zona Einbeck în   Niedersachsen cu zentraler Gerichtsstätte la Sülberg la Strodthagen
- Sülchgau sau Sülichgau (Schwaben, zona Rottenburg la Neckar, grobheutige Landdistrict Tübingen)
- Sulmgau (zona Neckarsulm)
- Sundergau (Bavaria)
- Sundgau (Oberelsass)
- Swistgau (pe oberen Swist la NordostrandEifel)

## T
- Taubergau (etwaheutige Main-Tauber-district, aber ohne Wertheim)
- Tennengau ( o parte din  des Landes Salzburg), entstand în   sec. XIX prin die separarea des Salzburggaus în   Flachgau și Tennengau, deci nu era Gau medieval.
- Gau Threcwiti (östlich des Heiligen Meeres)
- Thurgau (nu e identic cu  Elveția Canton Thurgau)
- Nordthüringgau (in Turingia)
- Tilithigau (zona Bad Pyrmont, südliches Niedersachsen)
- Traungau (Regiune între Hausruck și Enns, Oberösterreich)
- Trechirgau (südlichUntermosel, westlich des Rins, ab Anfang 10. sec. belegt, se afla întreMayenfeldgau șinördlichen din läufern des Nahegaus.)
- Triergau[1] (dreapta Saar- și Moselufer de la Merzig până la Wintrich și cu Hochwald)
- Tullifeld (la nord-est de Wasserkuppe în   vest în   Turingia

## U
- Ufgau (Mittelbaden)
- Undrimagau (de asemenea Ingeringgau, Regiune zona Knittelfeld și Judenburg, cursul superior Murtal)
- Utisigau (Husitingau), zona Weimar

## V
- Valingau cu Gut Kemme în   Schellerten, Burg Poppenburg în   Burgstemmen, 1049 în  Grafschaft a contelui Bruno (von Braunschweig , Brun II. vonBrunonen)
- Valothungo
- Gau Veluwe în  Olanda
- Venkigau, de asemenea Fenkiongau, se afla la est de  Gau Bursibant
- Venzigau
- Verdungau[1] zona Verdun pe Maas
- Viehbachgau (pe unteren Isar, regiunea de la Landshut)
- Vinschgau (sau Vintschgau, medieval: Finsgowe, Tirolul de Sud)
- Volkfeldgau Regiune la Main (Unterfranken) cu Bamberg

## W
- Wachau (Niederösterreich)
- Waldgau (Canton Waadt/ Elveția)
- Waldsassengau în   Unterfranken (partea de est Spessart și das Regiune între Mainviereck și Maindreieck)
- Waldsati (între Bremen și Zeven)
- Walgau (Vorarlberg)
- Wallis (Elveția)
- Grafschaft Wallerfangen[1] pe mittleren Saar
- Gau Warnabi
- Wasgau (Pfälzer Wald), în nord  o parte din Großlandschaft Vosagus (Vogesen)
- Watergau în   Turingia
- Wavergau (de asemenea Wabergau, Woëvregau[1],  o parte din Großlandschaft Wabr(i)a (Woëvre) între Maas și Mosel)
- Wehsigau
- Weitagau în   Westfalia
- Werinofeld în   Turingia
- Werngau în   Hessen
- Westergau (Razona Freising, Bavaria)
- Westergau în   Turingia
- Westfaliagau (im Razona Ruhr și Lippe)
- Wetagau în   Turingia
- Wetigau (Razona Schwalenberg în   district Lippe)
- Wetterau (früher Wettergau sau Wettereiba)
- Gau Wigmodi (Wigmodia, Wigmodien) la nord de Bremen
- Wingarteiba în   Neckar-Odenwald-district
- Wiehegau, un Untergau des Gaues Englin la Wiehe în   Turingia
- Wippergau în   Turingia
- Wittingau,
- Wonnegau zona Worms
- Wormsgau (de asemenea Wormsfeld, Wormsfeldgau[1], la vest de Worms)
- Würmgau în   Württemberg pe Würm

## Z
- Zabergäu în   Nordwürttemberg pe Zaber
- Gau Zemzizi
- Zirzipanien, zonaTeterower See în   Mecklenburg-Vorpommern
- Gau Zistanesfeld (de asemenea Zitilinesfeld) Drau Regiune de la Marburg până la Pettau (Untersteiermark)
- Gau Zizizi, wohl gleichzusetzen cuGau Ciervisti zona das heutige Zerbst în   Sachsen-Anhalt
- Zülpichgau (zona Zülpich, sud-vest de  Renania de Nord)
- Zürichgau (zona Zürich)